# چوی هی سو
چوی هی سو (کره‌ای: 최희서؛ زادهٔ چوی مون کیونگ در ۲۴ دسامبر ۱۹۸۶) بازیگر اهل کره جنوبی است. او بیشتر به خاطر ایفای نقش آنارشیست کانه‌کو فومیکو در فیلم شورشگری از یک مستعمره (۲۰۱۷) شناخته می‌شود. او برای این نقش به رکورد کسب یازده جایزه بازیگری در یک فصل دست یافت و هر دو جایزه بهترین بازیگر تازه‌کار زن و بهترین بازیگر زن در جوایز ناقوس بزرگ را به دست آورد. او در مجموعه‌های تلویزیونی از جمله معشوقه و غریبه ایفای نقش کرده‌است.